# Zatoka Gondoli we Wrocławiu
Zatoka Gondoli (niem. Gondelhafen) położona jest we Wrocławiu, przy Ulicy Jana Ewangelisty Purkyniego. Stanowi pozostałość po ujściu dawnej Fosy Miejskiej do Odry, a później rzeki Oława. W zatoce Stowarzyszenie Drzwi do Europy i miasto, utworzyły przystań rekreacyjno–sportową, w której można między innymi wypożyczać niewielki sprzęt wodny, jak kajaki, łódki czy niewielkie łodzie motorowe, do rejsów po Śródmiejskim Węźle Wodnym (Mieszczańska Droga Wodna). Otwarcie przystani nastąpiło 14 lipca 2007 r..
Powstanie zatoki wiąże się z inwestycjami hydrotechnicznymi prowadzonymi we Wrocławiu. Pierwszą taką inwestycją związaną z tym miejscem, było zasypanie Oławy Miejskiej i przeniesienie ujścia w miejsce dzisiejszej Zatoki Gondoli. Następnie skrócono bieg Oławy i przeniesiono ujście powyżej Mostu Grunwaldzkiego; z dawnego koryta ujściowego pozostał tylko niewielki fragment nazwany Zatoka Gondoli. Roboty te przeprowadzono w latach 80. XIX wieku. Następnie zatokę przystosowano na potrzeby portu łodzi spacerowych. W tym celu umocniono nabrzeża i wybudowano przystań.
Nad kanałem wejściowym do basenu przystani przerzucona jest kładka pieszo-rowerowa położona w ciągu Bulwaru Xawerego Dunikowskiego – Kładka Muzealna.
Przystań, mimo że położona w ścisłym centrum miasta, otoczona jest zielenią i rzeką: na północ od przystani znajduje się koryto rzeki Odra, a za nim Ostrów Tumski, za zachodzie zieleniec – bulwar nadrzeczny oraz Bastion Ceglarski, na południe od przystani, za ulicą Purkyniego, Park Juliusza Słowackiego, na wschodzie budynek Muzeum Narodowego. W pobliżu znajdują się także: Panorama Racławicka i budynki Akademii Sztuk Pięknych.